# Platges d'El Rebeón i de Castro
Les platges de El Rebeón i de Castro es troba en el concejo asturià de Cudillero i pertany a la localitat de Lamuño. La platja de El Rebeón té forma de petxina, una longitud d'uns 80 m i una amplària mitjana de 15 m i escassa sorra gruixuda i fosca amb molts palets i aflorament de roques i la de Castro, que està a l'est de la de El Rebeón, té la mateixa forma, mesures i jaç. La urbanització és rural i escassa, així com el seu grau d'ocupació. estan incluídas en la Costa Occidental d'Astúries.
Per accedir a aquestes platges cal creuar el poble de Lamuño fins a on s'acaba l'aglomerat asfàltic. A partir d'aquí cal prendre una pista de terra que va fins a «punta Austera» que és una talaia de vistes espectaculars des d'on es domina la platja de El Rebeón. En aquest lloc comença el descens a vaig piular, llarg i complicat. A uns 50 m es bifurca; si es pren el camí de la dreta s'arriba fins a la «illa de El Rebeón» passant per la de Castro. Si es pren el de l'esquerra cal travessar un bosc d'eucaliptus i seguint cap a l'oest es poden veure uns bells paisatges de les dues platges.
Molt a prop es poden utilitzar dreceres sobre els penya-segats prenent les precaucions necessàries. Està molt proper el «castro de La Cavona». Si es baixa a les platges, les activitats recomanades són la pesca submarina i l'esportiva o recreativa a canya. Solament hi ha un aparcament molt petit a la sortida del poble de Lamuño cap al nord.